# Чебоксарський ботанічний сад

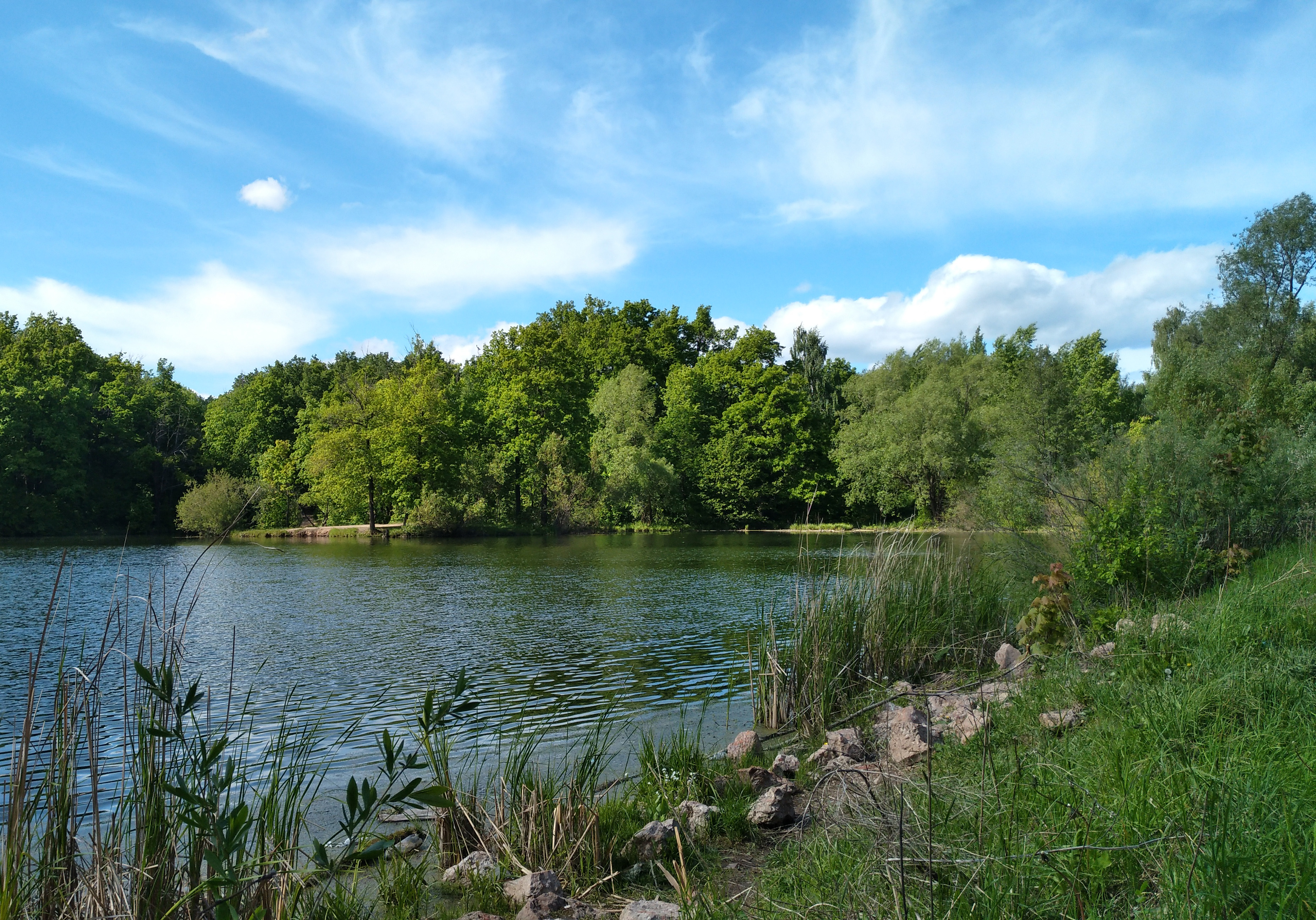
Ставок

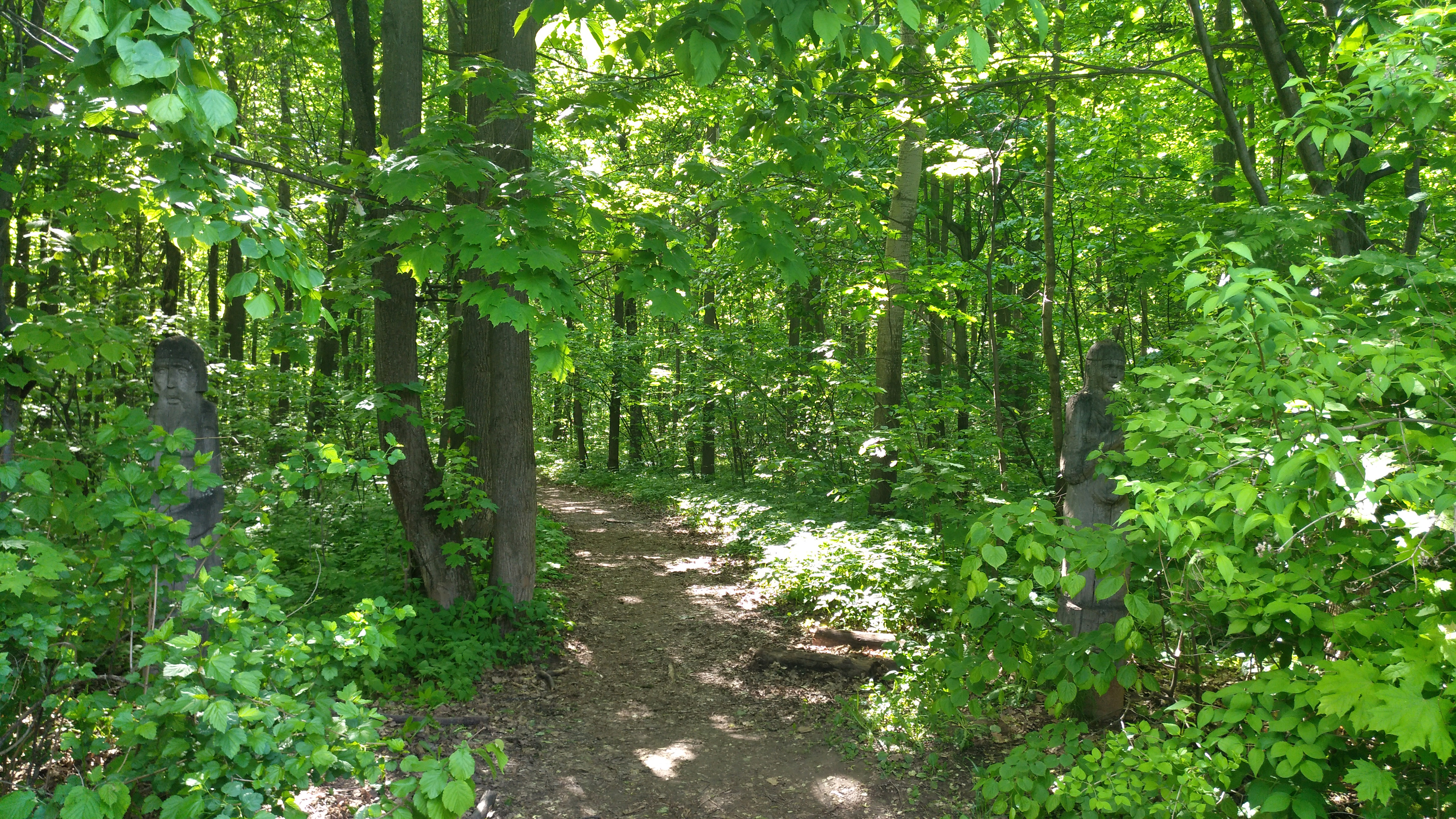
Стежка до джерела

Чебоксарський ботанічний сад (рос. Чебоксарский ботанический сад) — ботанічний сад у місті Чебоксари, філія Головного ботанічного саду імені Миколи Цицина РАН. Розташований уздовж річки Кукшум у місті Чебоксари, площа — 177,7 га. Міжнародний код ботанічного саду —  CHEBK.

## Загальний опис
Площа ботанічного саду розділена на наукову, заповідну, експозиційну та адміністративно-господарську зони. Природні ліси займають близько 90 га, водна поверхня — 4,5 га, рілля — близько 40 га. Тут же знаходиться ставок площею понад 5 га. Живлять водойму і річку Кукшумка 12 джерел, що б'ють в тінистих заростях паркової зони.
Живі колекції рослин включають близько 2000 видів і сортів (без урахування різноманітності колекційних рослин за походженням і формою). На території ботанічного саду ростуть близько 750 видів дерев і чагарників, майже 700 видів квітів, окрема колекція лікарських рослин налічує до 350 найменувань. Понад 600 рослин представляють флору Чувашії. Рослини розміщуються в різних частинах організаційно-планувальної структури саду — в експозиціях і на колекційних ділянках:
- Квітково-декоративні рослини (650 видів і сортів),
- Сад Падуї (570 видів),
- Лікарські, рідкісні та зникаючі рослини (342 види),
- Долина роздумів (12 видів),
- Альпійська гірка (45 видів),
- Трав'яниста флора Чувашії (102 види),
- Екологічна стежка (14 видів),
- Дендрарій (600 видів),
- Фрутіцетум (колекція декоративних чагарників) - 36 видів,
- Тополі та верби Росії (23 види і гібриди),
- Помологічний сад (9 видів, 117 сортів).

Ботанічний сад є єдиною в Чувашії науковою установою системи Російської академії наук, яка проводить дослідження з актуальних проблем озеленення міст і населених пунктів, інтродукції цінних рослин (декоративних, лікарських, пряно-ароматичних, плодових), збереженню їх генофонду і біологічного різноманіття, в тому числі рідкісних і зникаючих видів, занесених до Червоної книги Росії і Чуваської Республіки.

## Історія
Ідея організації ботанічного саду в м Чебоксари зародилася ще в 50-і роки XX століття. На генеральному плані міста 1957 року вперше були визначені приблизні межі саду. До 1978 року на сучасній території ботанічного саду розміщувалися міський розплідник, розплідник Середньоволзької автодороги і лісові насадження Дослідного міжлісгоспу.
У 1978 році на південній околиці міста Чебоксари виділена земля для організації ботанічного саду. Відповідно до постанови Ради Міністрів Чуваської АРСР було організовано самостійний підрозділ у складі Управління житлово-комунального господарства м. Чебоксари під найменуванням «Контора зеленого господарства по будівництву та експлуатації Ботанічного саду».
У 1979 році під керівництвом першого директора саду Е. А. Едранова розпочато формування паркової зони — розроблена схема ділянок ботанічного саду, закладений дендрарій. У 1980 році побудовано перші мости, виконано озеленення території по кордону з заводом керамічних блоків. У 1983 році організований музей ботанічного саду і гербарій.
У 1989 році в зв'язку зі зростаючим значенням проблем екологічної стабілізації в середньому Надволжі постановою Президії Академії наук СРСР у місті Чебоксари організована філія Головного ботанічного саду Академії наук СРСР. Це перший в Чувашії Республіці підрозділ Академії наук.